# .au
.auは国別コードトップレベルドメイン（ccTLD）の一つで、オーストラリアに割り当てられている。
このドメインは元々1986年、IANAのオペレータジョン・ポステルによって、メルボルン大学のKevin Robert Elzに割り当てられたものである。1990年代の5年間のプロセスを経て、インターネット産業はドメインを運用するために、.au Domain Administrationと呼ばれる監視機関を自ら作り上げた。この機関は2001年、ICANNから同意を得て、2002年7月1日に新しく自由競争体制の運用が開始された。新しい体制になってから、いかなる登録もレジストラを通して行わなければならなくなった。
このドメインは、mycompany.auといった感じで第二レベルに直接登録することはできない。.auの命名規則では種別を示す第二レベルドメインの下で登録することが義務付けられている。たとえば、.com.auは商業向けを想定したドメインである。これは、イギリスやニュージーランドドメインの方針と似ている。

## .auの運営
.auの監視は.au Domain Administration (auDA)によって行われている。この団体はインターネット関連団体、工業団体、利害関係のある個人などから選ばれたメンバーで組織されている非営利団体である。組織の運営は、国で電子アドレス指定のオペレータに決定させる立法権を持っているオーストラリア政府の同意の下で運営されている。
.auの方針は、policy development panelsによって考案される。これらパネルは、auDAによって招集され、方針を作るために工業界の代表の意見を取り込んでいる。
.auのレジストリの日々の技術的設備の運用はauDAの外部に委託されている。2002年から2006年まで、.auの第二レベルドメインの管理は、AusRegistryによって行われていた。
このレジストリは、直接消費者と取引はせず、レジストラを経由して登録・管理していた。2002年の産業自由化のあとは、価格やサービスなどで、レジストラ間で活発な競争が行われている。

## サブドメイン

### 第2レベルドメイン

#### 従来の第2レベルドメイン
- .com.au - 商業向け
- .net.au - 商業向け（元々はISPのみだったが、緩和された）
- .org.au - 協会や非営利団体（元々は、他のカテゴリに属さない団体のみだった）
- .edu.au - 教育機関（第3レベルドメインを参照）
- .gov.au - 政府機関（第3レベルドメインを参照）
- .csiro.au - CSIRO (連邦科学産業研究機構)
- .asn.au - 協会や非営利団体
- .id.au - 個人 (実名や通り名)

#### 新しい第2レベルドメイン
- .act.au - オーストラリア首都特別地域
- .nsw.au - ニューサウスウェールズ州
- .nt.au  - ノーザンテリトリー
- .qld.au - クイーンズランド州
- .sa.au  - 南オーストラリア州
- .tas.au - タスマニア州
- .vic.au - ビクトリア州
- .wa.au  - 西オーストラリア州

### かつてあった第2レベルドメイン
いくつかの第2レベルドメイン名はもはや、活動的に使われていない。一部に登録が免除されているだけで、新規登録は認められていない。
- .archie.au - 1990年代初頭にArchie information serviceのホストが使用。既に削除。
- .conf.au - 会議やその他短期間イベント
- .gw.au - ゲートウェイと多岐にわたるAARNetのルーティング装置。既に削除。
- .info.au - 一般的な情報
- .otc.au - X.400アドレスのマッピング用。telememo.auによって廃止に
- .oz.au - オーストラリアのサイト。ストアアンドフォワードインターネットメッセージングシステムMHSnetに割り当てられたオーストラリアのドメインが.ozだった。トップレベルドメインは後に正式に.auとなり、.ozにあったドメインは.oz.auに移動された。
- .telememo.au - X.400アドレスのドメインマッピング用。

### 第3レベルドメイン
.gov.auと.edu.auにはさらに州を示す第3レベルドメインが用意されている。州政府と学校は、州を示す第3レベルドメインの下にあるドメイン名を使っている。州を示す第3レベルドメインはそれぞれの州が独立して管理している。
たとえば、西オーストラリア州にある学校は学校名.wa.edu.auと、ニューサウスウェールズ州にある政府機関なら、省名.nsw.gov.auとなる。同様に、ビクトリア州なら.vic、クイーンズランド州なら.qld、南オーストラリア州なら.sa、タスマニア州なら.sa、ノーザンテリトリーなら.nt、オーストラリア首都特別地域なら.actとなる。
高等教育機関は、州に基づく区別を必要としていないため、通常対象外となっている。たとえば、西オーストラリア州にあるエディスコーワン大学は、www.ecu.wa.edu.auではなくwww.ecu.edu.au、ビクトリア州にあるモナシュ大学は、www.monash.vic.edu.auではなくwww.monash.edu.auが適当である。

## .au 以外のオーストラリアのドメイン
.auだけがオーストラリアに割り当てられたドメインではない。いくつかのオーストラリア領は歴史的な理由から独自にトップレベルドメインが割り当てられている。
- .cx - クリスマス島
- .hm - ハード島とマクドナルド諸島
- .nf - ノーフォーク島

適当な当局がこれらを管理することの必要性を認識するのが遅れたため、その地域とは無関係な企業が登録するバニティドメインとなっている。